# 伊予鉄髙島屋

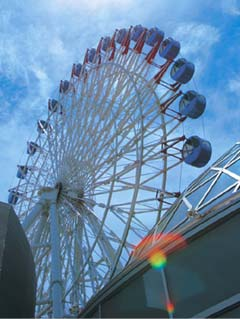
大観覧車「くるりん」

株式会社伊予鉄髙島屋（いよてつたかしまや、英称：Iyotetsu Takashimaya co., ltd.）は、愛媛県松山市に本社を置く日本の百貨店。髙島屋系列に所属する一方で、伊予鉄グループの主要子会社である。店舗の屋号は「いよてつ髙島屋」。

## 概要
前身は、株式会社いよてつそごうである。伊予鉄道が松山市駅直結のターミナル型百貨店計画の受け皿会社として1969年に「株式会社伊予鉄百貨店」を設立。提携する百貨店を検討中、当時地方展開を積極的に図ろうとしていた大手百貨店・そごうが適当という判断のもと、「株式会社いよてつそごう」（店名もいよてつそごう）として、そごうグループ5番店、地方進出第二陣として、松山市駅ターミナルビルに、1971年7月5日に開店した。旧そごうグループで唯一破綻を免れた企業である。
以後、地域の中核企業である伊予鉄グループをバックに業績を伸ばし、増床も重ねた。
いよてつそごう時代は毎時59分と正午、午後3時にはいずみたく作曲のテーマソング（当時のCMにも採用）を流していた。
2000年7月のそごうグループ民事再生法適用申請によって「そごう」ブランドのイメージが低下し、いよてつそごうの売り上げが大幅に減少したため同年12月25日にいよてつそごう役員会によりそごうグループとの提携解消を決定。2001年1月末、そごう側と業務提携を同年5月31日にて解消することに正式合意した。2月に高島屋ハイランドグループに加盟。
2001年6月1日には社名を「株式会社伊予鉄百貨店」（店名はいよてつ百貨店）に変更（この時点で伊予鉄道と三菱電機の合弁となる）、社名変更に合わせていよてつ百貨店には「ローズ・ナード」という愛称がつけられた。同年10月10日には増床オープンした。
2002年3月1日に髙島屋との資本提携を行い、商号も「株式会社伊予鉄髙島屋」とした。店名は「いよてつ髙島屋」。
百貨店店舗は本店のみ。ただし、愛媛県内の各地にサテライト店を有する（いよてつそごう当時から）。サテライト店所在地は四国中央市、新居浜市、西条市、今治市、大洲市、八幡浜市、宇和島市、愛南町である。高知市にもサテライト店が存在していたが、2002年8月末で撤退した。2020年12月31日をもって南宇和店（愛南町）を、翌2021年1月25日をもって西条店（西条市）と八幡浜店（八幡浜市）を閉店する。2020年初頭からの新型コロナウイルス感染拡大の影響を受け、経営合理化を行うという。また「アクトピア大洲」（大洲市）内で営業する大洲店は2021年1月25日に営業を終了、「オズメッセ21」（同市）内に移転縮小し、同30日に再開店する。
本店店舗は伊予鉄道の松山市駅と一体となっており、駅前広場には市内電車駅やバス発着所、タクシー乗り場等がある。店舗面積は43000平米で、売上高と共に四国最大の規模を誇る百貨店である。

## 大観覧車くるりん
屋上には「くるりん」という愛称の大観覧車がある。2001年（平成13年）10月10日、いよてつ百貨店（当時）の増床オープンとともに運転を開始した。地上からの高さは85m、海抜で106mの高さまで上昇し、北は松山城、南は坊っちゃんスタジアム、西は瀬戸内海を望むことができる。夜間のネオンサインは松山市郊外からでも目印になる。
直径は45m。ゴンドラ数は32台（4人乗り。全ゴンドラ車いす対応。）。

## お帰り切符
消費税込み3,000円以上の購入で、伊予鉄道・伊予鉄バスの300円分の「お帰り切符」を引換場所（1階案内所・いよてつチケットセンター）で1日1人1枚発行してもらえる。お帰り切符は、当日かつ、松山市駅（松山市駅前市内電車のりばを含む）から乗車する場合に限り有効である。運賃が300円を超える場合は差額を現金で支払い、運賃が300円未満の場合の差額の受け取り、および換金はできない。
2011年3月末日までは、1日1人2枚（600円分）まで発行および使用できていたが、4月1日から1枚までに変更された。
2021年1月31日付けで制度を廃止した。

## いよてつローズカード
いよてつローズカード（ハウスカード）
2006年から発行しているクレジットカード。伊予鉄髙島屋では、商品を翌月1回払いのクレジットで購入ができる上、現金支払いでも、カードを提示すれば生鮮食料品など同社指定商品を除く商品が5%割引になる。いよてつカードサービス（旧：日専連えひめ）と提携し、伊予鉄髙島屋での分割払い（「クイックローン」と呼称。5%割引の対象外となる）、伊予鉄道など伊予鉄グループの店舗・施設、指定された全国の髙島屋でクレジットによる利用ができる。髙島屋で利用した場合、髙島屋が指定した商品を除き、3%割引が受けられる（現金での支払いは割引対象外）。

また伊予鉄グループでの利用方法は、他のIC乗車券カードと同様に専用端末に触れるだけで決済でき、サインの必要はない。ただし、1日あたりの利用額に制限がある。ICい〜カードの電子マネー機能が利用できる店舗や設備の中には、いよてつローズカード（国際ブランドなし）によるクレジット利用ができないものがあるので注意を要する。
カードデザインは、赤色にバラの模様をあしらった髙島屋仕様。ICカード規格としては磁気ストライプ入りのFelicaで、カード番号や会員氏名は黒で印字されエンボスレスとなっている。
ローズカードJCBへの移行に伴い、発行を停止した。
いよてつローズカードJCB
2016年のICい〜カードのオートチャージ対応に伴い、JCBブランドの付いた「いよてつローズカードJCB」（通常のエンボス入り）が発行され、ICい〜カード一体型とせず、希望者にオートチャージ対応ICい〜カードを別発行する形としている。このため従来のICい〜カード一体型ハウスカードは新規申し込みを停止した。